# Enginyeria administrativa
L'enginyeria administrativa és una disciplina que estudia la gestió de les organitzacions amb una orientació cap a la manufactura, l'enginyeria, la tecnologia o la producció. És un tipus especialitzat de gestió que s'ocupa de l'aplicació dels principis de l'enginyeria a la pràctica empresarial. També estudia temes de la Investigació Operativa, l'administració estadística de la qualitat i l'ús d'altres tècniques estadístiques i matemàtiques per a la presa de decisions i l'optimització de la producció. Altres àrees d'especialització són la gestió de la tecnologia, la gestió organitzacional, la gestió de les operacions, i les finances. Una persona que treballa en la gestió d'enginyeria normalment té un grau en un camp d'enginyeria, així com un màster en gestió d'enginyeria.

## Història
Es creu que l'Institut de Tecnologia de Stevens té el departament de gestió d'enginyeria més antic, establert com a Escola d'Enginyeria Empresarial el 1908. Més tard es va anomenar el programa de Llicenciatura en Enginyeria en Gestió d'Enginyeria (BEEM) i es va traslladar a l'Escola de Sistemes i Empreses. La Universitat de Syracuse va establir el primer grau de postgrau en gestió d'enginyeria als Estats Units, que es va oferir per primera vegada el 1957. El 1967 es va fundar el primer departament universitari titulat explícitament "Gestió d'enginyeria" a la Universitat de Ciència i Tecnologia de Missouri. El 1959, la Universitat de Western Michigan va començar a oferir el predecessor de la llicenciatura en gestió d'enginyeria moderna (titulada "Supervisió industrial") i el 1977, la Universitat de Western Michigan va començar el seu màster en administració de fabricació, més tard rebatejat com a Gestió d'enginyeria.
Fora dels Estats Units, a Alemanya, el 1927, a la Universitat Tècnica de Berlín, es va establir el primer departament centrat en la gestió de l'enginyeria. A Turquia, la Universitat Tècnica d'Istanbul té un Departament d'Enginyeria de Gestió establert el 1982, que ofereix una sèrie de programes de postgrau i de grau en Enginyeria de Gestió (en anglès). Al Regne Unit, la Universitat de Warwick té un departament especialitzat WMG establert el 1980, que ofereix un programa de postgrau en màster en enginyeria en gestió empresarial.
La Universitat Tecnològica de Michigan va iniciar un programa de gestió d'enginyeria a l'Escola d'Economia i Negocis a la tardor de 2012.
Al Canadà, la Universitat Memorial de Terranova ha iniciat un programa de màster complet en Gestió d'Enginyeria.
A Dinamarca, la Universitat Tècnica de Dinamarca ofereix un programa de màster en gestió d'enginyeria (en anglès).
Al Pakistan, la Universitat d'Enginyeria i Tecnologia, Taxila, la Universitat d'Enginyeria i Tecnologia, Lahore i la Universitat Nacional de Ciència i Tecnologia (NUST) ofereixen l'admissió tant a nivell de màster com de doctorat en gestió d'enginyeria, mentre que la Universitat de Ciència i Tecnologia de Capital (CUST), La Universitat d'Enginyeria i Tecnologia NED de Karachi i l'Institut de Ciències i Tecnologia de l'Enginyeria Ghulam Ishaq Khan han realitzat un programa de màster en Enginyeria/MS en Gestió d'Enginyeria.
A Itàlia, el primer programa de gestió d'enginyeria es va establir l'any 1972 a la Universitat de Calàbria. El Politecnico di Milano ofereix graus en Enginyeria de Gestió, entre moltes altres universitats públiques o privades (i acreditades públicament) que pertanyen a la mateixa classificació de graus acadèmics post-secundaris.
Al Marroc, l'École Nationale Supérieure des Mines de Rabat ofereix un títol de Gestió d'Enginyeria (tres anys d'estudi a temps complet amb una admissió selectiva per a titulars de títols associats o de grau). El títol que s'ofereix s'anomena localment Diplôme d'Ingénieur i és equivalent al grau de màster.
A Rússia, des del 2014, la Facultat d'Enginyeria de Gestió de l'Acadèmia Presidencial Russa d'Economia Nacional i Administració Pública (RANEPA) ofereix graus i màsters en Gestió d'Enginyeria.
A França, l'EPF ofereix des de 2018, una especialitat d'Enginyeria i Gestió de 2 anys en anglès per als anys 4t i 5è del seu màster d'Enginyeria de 5 anys. Els dos últims anys estan oberts a estudiants que hagin cursat un grau d'enginyeria en un altre lloc.

## Àrees
La gestió d'enginyeria és un camp ampli i pot cobrir una àmplia gamma de temes tècnics i de gestió. Un important recurs és el Cos de coneixements sobre gestió de l'enginyeria (EMBoK). Els temes següents són representatius de temes típics al camp.

### Gestió de lideratge i organització
El lideratge i la gestió de l'organització es preocupen per les habilitats que impliquen la direcció positiva de les organitzacions tècniques i la motivació dels empleats.

### Operacions, investigació d'operacions i cadena de subministrament
La gestió d'operacions s'ocupa de dissenyar i controlar el procés de producció i de redissenyar les operacions comercials en la producció de béns o serveis. La investigació operativa s'ocupa de models quantitatius d'operacions complexes i utilitza aquests models per donar suport a la presa de decisions a qualsevol sector de la indústria o els serveis públics. La gestió de la cadena de subministrament és el procés de planificació, implementació i gestió del flux de béns, serveis i informació relacionada des del punt dorigen fins al punt de consum.

### Gestió de la tecnologia
Introduir i utilitzar nova tecnologia és una ruta important per a la reducció de costos i la millora de la qualitat a l'enginyeria de producció. El tema Gestió de la tecnologia (MOT) es basa en la base dels temes de gestió en comptabilitat, finances, economia, comportament organitzacional i disseny organitzacional. Els cursos tracten qüestions operatives i organitzatives relacionades amb la gestió de la innovació i el canvi tecnològic.

### Desenvolupament de nous productes i enginyeria de productes
El desenvolupament de nous productes (NPD) és el procés complet de portar un producte nou al mercat. L'enginyeria de producte fa referència al procés de dissenyar i desenvolupar un dispositiu, assemblatge o sistema de manera que es produeixi com un article per a la venda a través d'algun procés de fabricació de producció. L'enginyeria de productes implica generalment una activitat que s'ocupa de qüestions de cost, productibilitat, qualitat, rendiment, fiabilitat, facilitat de servei, vida útil prevista i característiques de l'usuari. Les tècniques de gestió de projectes es fan servir per gestionar el progrés del disseny i desenvolupament utilitzant el model de porta de fase en el procés de desenvolupament del producte. Disseny per a la capacitat de fabricació (també conegut com a disseny per a fabricació o DFM) és l'art general de l'enginyeria de dissenyar productes de manera que siguin fàcils de fabricar.

### Enginyeria de sistemes
L'enginyeria de sistemes és un camp interdisciplinari de l'enginyeria i la gestió de l'enginyeria que se centra a dissenyar i gestionar sistemes complexos al llarg dels seus cicles de vida.

### Enginyeria industrial
L'enginyeria industrial és una branca de l'enginyeria que s'ocupa de l'optimització de processos, sistemes o organitzacions complexes. Els enginyers industrials treballen per eliminar la pèrdua de temps, diners, materials, hores de feina, temps de les màquines, energia i altres recursos que no generen valor.

### Ciències de la gestió
La ciència de la gestió utilitza diversos principis, estratègies i mètodes analítics basats en la investigació científica, inclosos models matemàtics, estadístiques i algorismes numèrics per millorar la capacitat d'una organització per adoptar decisions de gestió racionals i significatives en arribar a solucions òptimes o gairebé òptimes per a problemes de decisió complexos.

### Gestió de disseny d'enginyeria
La gestió del disseny d'enginyeria representa l'adaptació i l'aplicació de les pràctiques de gestió habituals, amb la intenció d'aconseguir un procés de disseny d'enginyeria productiu. La gestió del disseny d'enginyeria s'aplica principalment en el context dels equips de disseny d'enginyeria, mitjançant el qual les activitats, els resultats i les influències dels equips de disseny es planifiquen, guien, supervisen i controlen.

## Consultoria d'enginyeria de gestió
Les grans i petites empreses impulsades per l'enginyeria sovint requereixen l'experiència de consultors de gestió externs especialitzats en empreses on la pràctica de l'enginyeria i el desenvolupament de productes són factors clau de valor. La majoria dels consultors de gestió d'enginyeria tindran com a mínim una qualificació d'enginyeria professional. Però normalment també tindran títols de postgrau en enginyeria i/o negocis o una designació de consultes de gestió. Implica proporcionar un servei de consulta de gestió específic per a la pràctica professional de l'enginyeria o per al sector de la indústria de l'enginyeria. Les consultories de gestió d'enginyeria, normalment són empreses boutique i tenen un enfocament més especialitzat que les empreses de consultoria tradicionals, AT Kearney, Boston Consulting Group, KPMG, PWC, i McKinsey. La pràctica de la ciència aplicada i l'enginyeria requereix una combinació d'"art de gestió", ciència i pràctica d'enginyeria. Hi ha moltes empreses de serveis professionals que ofereixen serveis en una relació de tipus consultoria a la indústria de l'enginyeria, com ara la llei, comptabilitat, recursos humans, màrqueting, política, economia, finances, afers públics i comunicació. Normalment, els consultors de gestió d'enginyeria s'utilitzen quan les empreses requereixen una combinació de coneixements tècnics especials i coneixements de gestió per millorar el coneixement o transformar el rendiment de l'organització i també mantenir qualsevol intel·lectual propietat desenvolupat confidencial.
La consultoria de gestió d'enginyeria s'ocupa del desenvolupament, millora, implementació i avaluació de sistemes integrats d'organitzacions, persones, diners, coneixement, informació, equips, energia, materials i/o processos. Els consultors d'enginyeria de gestió s'esforcen per millorar les organitzacions, processos, productes o sistemes existents. La consultoria de gestió d'enginyeria es basa en els principis i mètodes d'anàlisi i síntesi d'enginyeria, així com les matemàtiques, físiques i ciències socials juntament amb els principis i mètodes de disseny d'enginyeria per especificar, predir i avaluar els resultats que s'han d'obtenir. d'aquests sistemes o processos. La consultoria de gestió d'enginyeria pot centrar-se en l'impacte social del producte, procés o sistema que s'està analitzant. També hi ha una superposició entre la consultoria de gestió d'enginyeria i la ciència de gestió en serveis que requereixen l'adopció d'enfocaments més analítics per resoldre problemes.
Alguns exemples d'on es pot utilitzar la consultoria de gestió d'enginyeria inclouen desenvolupar i liderar una iniciativa de transformació empresarial a tota l'empresa, o dissenyar i implementar un procés de desenvolupament de nous productes, dissenyar i implementar un procés d'enginyeria de fabricació, inclosa una estació de treball de muntatge automatitzat. Els enginyers de gestió poden especialitzar-se en l'adquisició i implementació d'aplicacions de disseny assistit per ordinador (CAD), fabricació assistida per ordinador (CAM) i enginyeria assistida per ordinador (CAE). Els serveis poden incloure l'elaboració d'estratègies per a diverses logístiques operatives, la introducció de nous productes o la consultoria com a expert en eficiència. Pot incloure l'ús de tècniques de ciència de gestió per desenvolupar un nou algorisme financer o sistema de préstec per a un banc, racionalitzar l'operació i la ubicació o l'ús de la sala d'emergències en un hospital, planificar esquemes complexos de distribució de materials o productes (anomenats gestió de la cadena de subministrament) i escurçar les línies (o cues) en un banc, hospital o parc temàtic. Els consultors d'enginyeria de gestió solen utilitzar la simulació per ordinador (especialment la simulació d'esdeveniments discrets), juntament amb àmplies eines matemàtiques i mètodes de modelització i computació per a l'anàlisi, avaluació i optimització de sistemes.

## Organitzacions professionals
Hi ha una sèrie de societats i organitzacions dedicades a l'àmbit de la gestió de l'enginyeria. Una de les societats més grans és una divisió de l'IEEE, la Engineering Management Society, que publica regularment una revista comercial. Una altra organització professional destacada en el camp és l'American Society for Engineering Management (ASEM), que va ser fundada el 1979 per un grup de 20 directors d'enginyeria de la indústria. Actualment, l'ASEM certifica els directors d'enginyeria (dos nivells) mitjançant l'examen de certificació de Certified Associate in Engineering Management (CAEM) o Certified Professional in Engineering Management (CPEM). El Consorci de Programes de Gestió del Màster en Enginyeria és un consorci de nou universitats que pretén augmentar el valor i la visibilitat del títol MEM. Així mateix, els programes de postgrau en gestió d'enginyeria tenen la possibilitat d'estar acreditats per ABET, ATMAE o ASEM. Al Canadà, la Canadian Society for Engineering Management (CSEM) és una societat constituent de l'Institut d'Enginyeria del Canadà (EIC), la societat d'enginyeria més antiga del Canadà.

## Per a més informació
- Eric T-S. Pan|Pan, Eric T-S. Perpetual Business Machines: Principles of Success for Technical Professionals ISBN 0-9754480-0-5